# Саланьяк
Саланья́к (фр. Salagnac) — коммуна во Франции, находится в регионе Аквитания. Департамент — Дордонь. Входит в состав кантона Иль-Лу-Овезер. Округ коммуны — Перигё.
Код INSEE коммуны — 24515.

## География

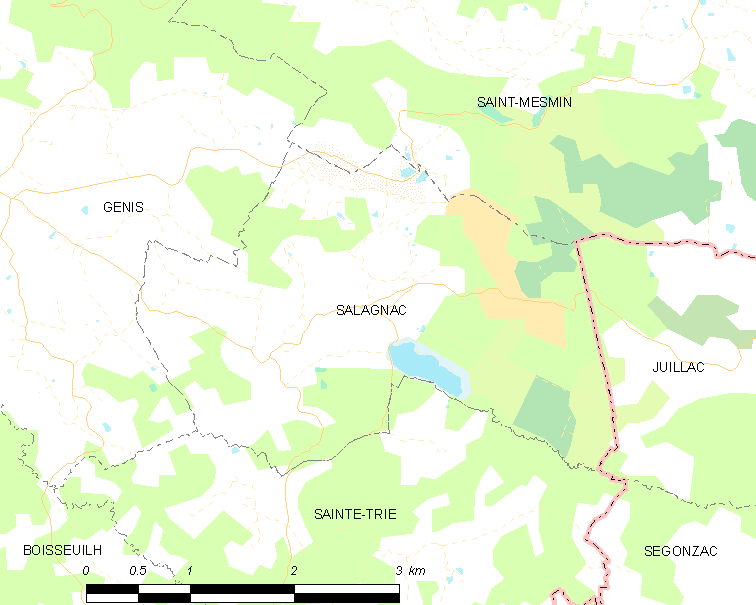
Карта коммуны

Коммуна расположена приблизительно в 410 км к югу от Парижа, в 150 км восточнее Бордо, в 45 км к востоку от Перигё.
На юге коммуны протекает река Далон и расположено озеро Борн (фр. Born).

### Климат
Климат умеренный океанический со средним уровнем осадков, которые выпадают преимущественно зимой. Лето здесь долгое и тёплое, однако также довольно влажное, здесь не бывает регулярных периодов летней засухи. Средняя температура января — 5 °C, июля — 18 °C. Изредка вследствие стечения неблагоприятных погодных условий может наблюдаться непродолжительная засуха или случаются поздние заморозки. Климат меняется очень часто, как в течение сезона, так и год от года.

## Население
Население коммуны на 2010 год составляло 876 человек.
| 1962 | 1968 | 1975  | 1982 | 1990 | 1999 | 2010 |
| ---- | ---- | ----- | ---- | ---- | ---- | ---- |
| 918  | 826  | 1 122 | 833  | 812  | 785  | 876  |

## Администрация
| Период | Период | Фамилия       | Партия       | Примечания |
| ------ | ------ | ------------- | ------------ | ---------- |
| ?      | 1977   | Робер Корню   |              |            |
| 1977   | 2001   | Жильбер Дюпюи |              |            |
| 2001   | 2020   | Ален Мегре    | беспартийный | пенсионер  |

## Экономика
В 2010 году среди 712 человек трудоспособного возраста (15-64 лет) 606 были экономически активными, 106 — неактивными (показатель активности — 85,1 %, в 1999 году было 83,5 %). Из 606 активных жителей работали 579 человек (378 мужчин и 201 женщина), безработных было 27 (16 мужчин и 11 женщин). Среди 106 неактивных 28 человек были учениками или студентами, 29 — пенсионерами, 49 были неактивными по другим причинам.